# فرودگاه محلی شوگرلوف
فرودگاه محلی شوگرلوف (به انگلیسی: Sugarloaf Regional Airport) یک فرودگاه همگانی بهره‌برداری هوایی است که یک باند فرود آسفالت دارد و طول باند آن ۸۵۳ متر است. این فرودگاه در کشور ایالات متحده آمریکا قرار دارد و در ارتفاع ۲۷۰ متری از سطح دریا واقع شده است.